# Шульц-Нойдамм, Хайнц
Хайнц Шульц-Нойдамм (нем. Heinz Schulz-Neudamm; 1899—1969) — немецкий художник-график, плакатист, иллюстратор; автор множества киноплакатов к фильмам немецкого экспрессионизма и классического периода Голливуда.

## Биография
Родился 7 июля 1899 года в городе Нойдамм (ныне: город Дембно в Польше).
В 1920-х годах Хайнц начал создавать рекламные плакаты к фильмам. До 1940-х годов работал в Берлине, где получил известность под псевдонимом Шульц-Нойдамм. Стал известен своими плакатами для американских лент кинокомпаний 20th Century Fox, Metro-Goldwyn-Mayer, а также немецкой Deutsche Universal Film AG.
Также был ответственным за дизайн компаний Gestaltung der ParUfaMet-Pressehefte и Paramount-Journals, работал иллюстратором журнала Filmillustrierte. С начала 1950-х годов Шульц-Нойдамм жил в Висбадене, где по-прежнему работал для киноиндустрии, в частности, известной компании United Artists.
Умер 13 мая 1969 года в Висбадене.
Некоторые работы Шульца-Нойдамма находятся в известных художественных музеях Германии и США, приобретя в настоящее время достаточную ценность. Так самым дорогим киноплакатом в мире считается его плакат к фильму «Метрополис», снятому Фрицем Лангом в 1936 году. В 2005 году в Лондоне одну из четырех сохранившихся копий этого плаката приобрёл частный американский коллекционер за 398000 фунтов стерлингов (690000 долларов). Два экземпляра плаката к «Метрополису» находятся в частных коллекциях, по одному — в Музее современного искусства в Нью-Йорке и Музее кино в Берлине.